# Antonio Martín Araujo
Antonio Martín Araujo Carrillo (6 de agosto de 1905-19 de agosto de 1983) fue un médico y político venezolano, quien fue presidente encargado del estado Trujilo y ministro de Comunicaciones durante el primer gobierno de Rómulo Betancourt, ministro de Sanidad y Asistencia Social durante la dictadura militar encabezada por Carlos Delgado Chalbaud y embajador de Venezuela en la República Árabe Unida durante el segundo gobierno de Betancourt. 

## Biografía
Hijo de Benigno María Araujo Moreno y Catalina Carrillo. Creció y estudió en el estado Trujillo, donde sería el gobernador desde 1945 hasta 1947 y luego, entre 1947 y 1948, fue ministro de Comunicaciones de la entonces Junta Revolucionaria de Gobierno presidida por Rómulo Betancourt, en sustitución de Valmore Rodríguez. Araujo fue uno de los firmantes del acta que declaró constituida la Junta Militar de Gobierno de los Estados Unidos de Venezuela en 1948 y le daba el poder de gobierno al entonces coronel Carlos Delgado Chalbaud. 

### Ministro de Sanidad
El 24 de noviembre de 1948 fue llamado como ministro de Sanidad. Como ministro de Sanidad, Araujo participó en el desarrollo del programa nutricional Consejo Informativo de Educación Alimentaria (CIDEA) con la mitad de las finanzas provenientes del Gobierno venezolano y la otra mitad donación de Nelson Rockefeller. Durante ese período de campaña educativa nutricional, Araujo dijo: «En Venezuela hay dos tipos de hambre, el de los pobres que no tienen lo que necesitan comer, y el de los ricos que no saben que comer».
Después del asesinato de Delgado Chalbaud, Antonio Martín Araujo fue excluido del Gabinete y enviado a la embajada en Washington del régimen de facto para tenerlo fuera del país, cargo al que luego renunció por descontento de los métodos del Gobierno que representaba. Desde entonces, Araujo se retiró del servicio público por casi diez años.

### Petróleo
Durante el segundo gobierno de Betancourt, se estableció el principio petrolero de «no más concesiones», que conllevó a la creación de la Corporación Venezolana del Petróleo, la nacionalización del petróleo en Venezuela y luego, a nivel internacional la creación de la Organización de Países Exportadores de Petróleo. Durante ese período de transición petrolera, que comenzó en 1959 al final de la «años dorados» de la exploración petrolera en el país, Araujo fue nombrado para asumir la embajada de Venezuela en la República Árabe Unida.